# Werthenstein
Werthenstein är en kommun i distriktet Entlebuch i kantonen Luzern, Schweiz. Kommunen har 2 199 invånare (2023).
Kommunen består av de tre delarna Werthenstein-Oberdorf, Schachen och huvudorten Wolhusen-Markt. 
Werthenstein-Oberdorf bildar tillsammans med ortsdelen Werthenstein-Unterdorf i kommunen Ruswil orten Werthenstein. Wolhusen-Markt bildar tillsammans med ortsdelen Wolhusen-Wiggern i kommunen Wolhusen orten Wolhusen. 